# Твикнем
Твикнем (англ. Twickenham, в некоторых русскоязычных источниках употребляется название Твикенхэм) — западное предместье Лондона, находящееся в Лондонском Боро Ричмонд-апон-Темс, расположенное в 16 км к юго-западу от Чаринг-Кросса вверх по Темзе. С 1965 года входит в состав Большого Лондона.

## История
Деревня Твикнем впервые упоминается в 704 году. В XVII веке округу облюбовали английские вельможи, такие как Фрэнсис Бэкон и граф Кларендон. Последний поселился в особняке Йорк-хаус, заложенном в 1633 году. Ныне его занимает администрация боро Ричмонд-апон-Темз.
Поэт Александр Поуп провёл большую часть жизни на вилле в Твикнеме и не раз воспевал его в своих стихах. В соседнем Строберри Хилл (англ. Strawberry Hill) поселился позднее Хорас Уолпол, интерьеры его резиденции — первые в Европе примеры неоготики.
В период изгнания из родных стран в этом пригороде нашли пристанище монаршие особы — французский король Луи-Филипп и Мануэл II Португальский. В 1848 году Твикнем был соединён со столицей железной дорогой, а в 1939 году в него была перенесена из Лондонского Сити каменная колокольня церковь Всех Святых (проект Кристофера Рена).

## Образование
В городе находится Королевская военная школа музыки в Кнеллер-холл, Университет Святой Марии в Строберри-Хилл и «Школа балета и современного танца Рамбер» (англ. Rambert School of Ballet and Contemporary Dance).

## Транспорт
Из центрального Лондона в район Твикнем идёт линия South West Trains (англ. SWT).

### Ближайшие станции
- Fulwell railway station
- Richmond station
- St Margarets railway station
- Strawberry Hill railway station
- Twickenham railway station
- Whitton railway station

## Спорт
Местный стадион «Туикенем», предназначенный для игры в регби, является крупнейшим в мире чисто регбийным стадионом, вместимость которого не так давно была увеличена до 82 000 мест, что в свою очередь сделало его вторым крупнейшим стадионом Великобритании, после стадиона Уэмбли и пятым в Европе. Здесь же находится штаб-квартира английского Регбийного союза (англ. Rugby Football Union).

## Галерея

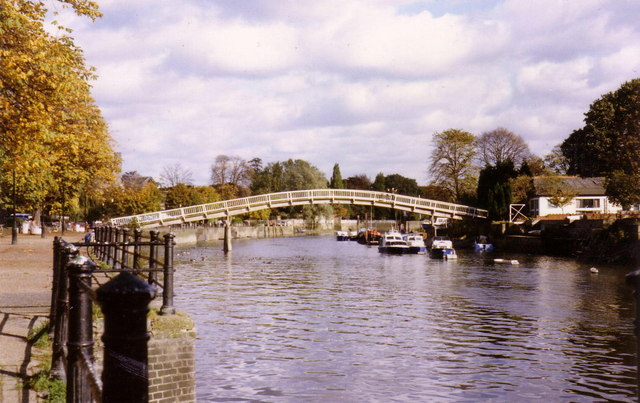
Мост на остров Ил-Пай
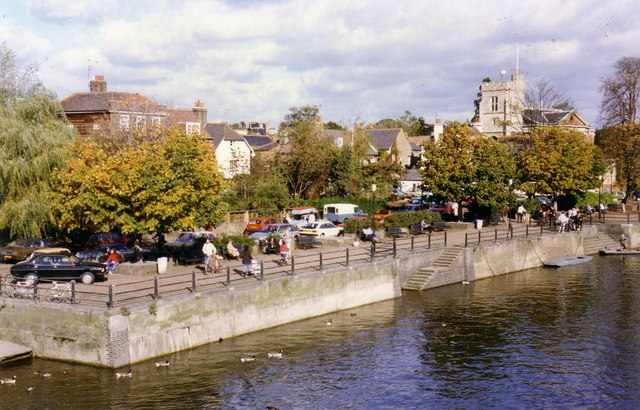
Берег реки Темзы
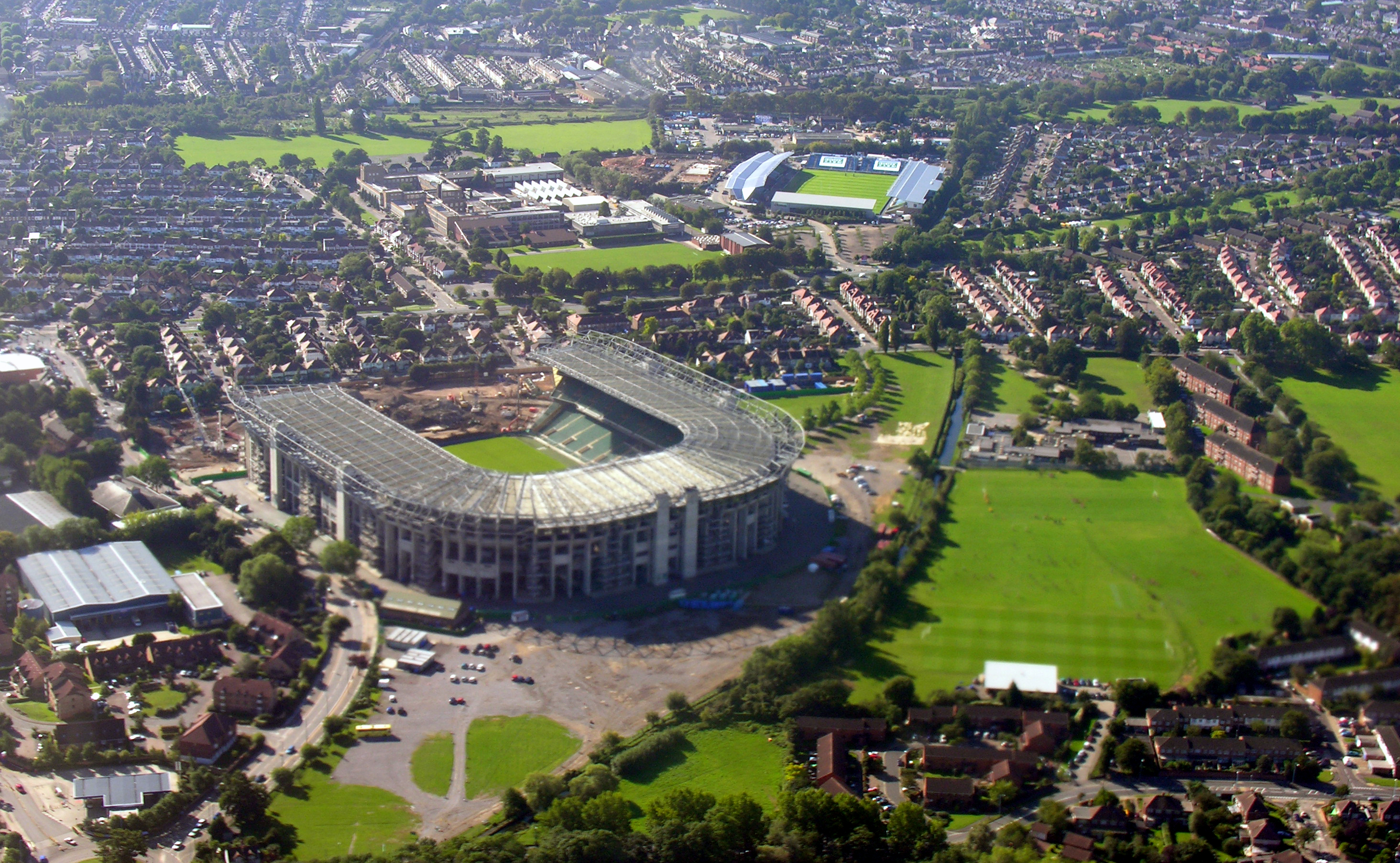
Стадион Туикенем
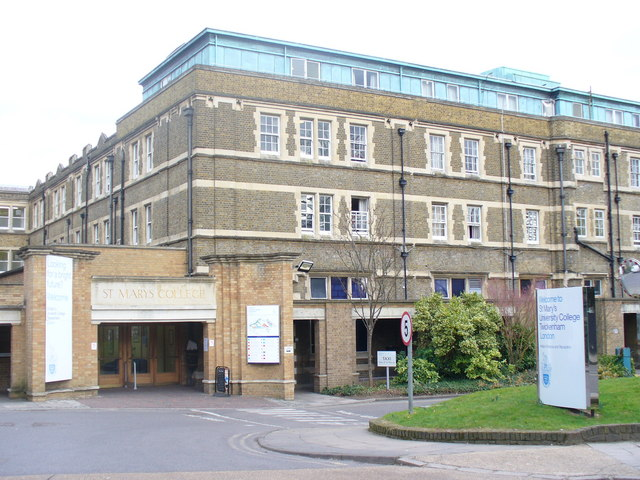
Университетский колледж Сент-Мэри
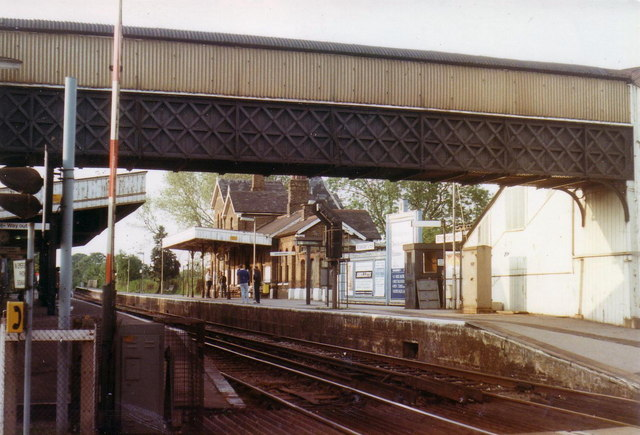
Станция Строберри Хилл